# 羅克斯伯里鎮區 (新澤西州)
羅克斯伯里鎮區（英語：Roxbury Township）是位於美國新澤西州摩里斯縣的一個鎮區。

## 地方資料
羅克斯伯里鎮區的面積為56.93平方千米，當中陸地面積為54.01平方千米，而水域面積為0.83平方千米。根據2020年美國人口普查的數據，當地共有人口22950人，而人口密度為每平方千米403.13人。